# Politikåret 1870

## Händelser
- 28 maj – Ludvig Holstein-Holsteinborg efterträder Christian Emil som Danmarks konseljpresident.[1]
- 3 juni – Axel Adlercreutz efterträder Louis De Geer som Sveriges justitiestatsminister.[2]
- 15 juli – Manitoba blir provins i Kanada.[3]
- 20 september – Italien annekterar Rom från Kyrkostaten.[4]

## Födda
- 27 november – Juho Kusti Paasikivi, finländsk politiker, president 1946–1956.

## Avlidna
- 27 juni – George Villiers, 4:e earl av Clarendon, brittisk politiker, Storbritanniens utrikesminister 1853–1858, 1865–1866 och 1868–1870.

### Fotnoter
1. ↑  ”Denmark” (på engelska). World Statesmen. http://www.worldstatesmen.org/Denmark.html. Läst 29 juli 2015.
2. ↑  ”Sweden” (på engelska). World Statesmen. http://www.worldstatesmen.org/Sweden.html. Läst 29 juli 2015.
3. ↑  ”Manitoba” (på engelska). World Statesmen. http://www.worldstatesmen.org/Canada_Provinces_A-O.html#Manitoba. Läst 29 juli 2015.
4. ↑  ”Italy” (på engelska). World Statesmen. http://www.worldstatesmen.org/Italy.htm. Läst 29 juli 2015.